# Brian Shaw (atleta de fuerza)
Brian Shaw es un atleta de fuerza estadounidense, ganador de las competiciones de El hombre más fuerte del mundo de 2011, 2013, 2015 y 2016. Shaw también es el primer hombre en ganar el Arnold Strongman Classic y el concurso de El hombre más fuerte del mundo en el mismo año calendario, una hazaña que logró en 2011 y luego replicó en 2015.

## Vida personal
Shaw nació en Fort Lupton, Colorado, hijo de Jay y Bonnie Shaw. Sus dos padres eran más altos que el promedio, con su padre de 1.85 m (6 pies 1 pulgada) y su madre 1.80 m (5 pies 11 pulgadas). Se ha observado que tenía tíos de estatura excepcional.
En Fort Lupton High School, Shaw se destacó en el baloncesto. Luego asistió a Otero Junior College en La Junta, Colorado. Allí, pudo formar una combinación interna con el actual entrenador de baloncesto femenino de la Universidad Estatal de Luisiana-Alexandria Bob Austin. Shaw fue uno de los líderes del equipo para los Rattlers en su segunda temporada. Después de Otero, fue a la Black Hills State University, donde obtuvo una beca completa de baloncesto y recibió un título en gestión del bienestar.
Durante su carrera en el baloncesto, Shaw estaba "enganchado a las pesas" y ha dicho que la sala de pesas era su "santuario". En sus propias palabras, "Siempre he podido hacer esto. El neumático más grande, la piedra más pesada ... Siempre he sido capaz de caminar y levantarlo. La fuerza extraña es lo que es, no la sala de pesas fuerza. Es fuerza bruta ".

## Carrera

### El hombre más fuerte del mundo

#### 2009
En 2009 ingresó a Fortissimus, también conocido como la competencia del Hombre más fuerte en la Tierra, en Canadá, donde quedó en tercer lugar y fue el único hombre en levantar seis piedras Atlas que pesaban entre 300 y 425 lb (136-193 kg). Luego compitió en Rumania en la World Strongman Super Series. En septiembre viajó a su segundo concurso del Hombre más fuerte del mundo en La Valeta. Allí fue agrupado en lo que se denominó el "grupo de la muerte", sobre todo por su presencia en él. Junto a él en este grupo estaba Žydrūnas Savickas, quien ganó el título sobre Mariusz Pudzianowski. Aunque Savickas ganó el grupo, él y Shaw estaban separados por solo dos puntos. En la final, Shaw logró un podio, algo que Randell Strossen de Ironmind había predicho que sucedería cuando dijo "tiene que ser considerado un favorito para una posición en el podio. Si puede mantenerse sano, no hay fin a lo que podría hacer. Tiene estos regalos. Es el paquete completo ".

#### 2010
Shaw se clasificó para la final en el Hombre más fuerte del mundo de 2010 en Sun City, Sudáfrica, en septiembre de 2010. Estaba empatado llegando a la competencia final de la final con Zydrunas Savickas y perdió por cuenta atrás, un sistema de puntuación basado en los atletas colocados en cada evento a lo largo de la final. Savickas tuvo una clasificación general más alta (3 primeros lugares de 6 eventos) que Shaw (2 primeros lugares de 6 eventos) y ganó el título de 2010.
Shaw compitió contra Savickas nuevamente en octubre de 2010 en el concurso Giants Live Istanbul. Shaw volvió a terminar segundo detrás de Savickas.
Shaw ganó el Jón Páll Sigmarsson Classic inaugural el 21 de noviembre de 2010.
Shaw ganó el Gran Premio sueco Strongman Super Series y se convirtió en el campeón general de Super Series 2010 el 18 de diciembre de 2010. Este fue el segundo campeonato general consecutivo de Super Series de Shaw.

#### 2011 - 2013
En 2011, Shaw participó una vez más en la competencia del hombre más fuerte del mundo. Al entrar en el evento final, las piedras Atlas, Shaw estaba empatado con el dos veces campeón Zydrunas Savickas. Shaw venció a Savickas tomando el primer lugar. En la competencia de 2013, Shaw lideraba sobre Savickas y en el evento final “Atlas Stones”, volvió a vencer a Savickas ganando así la competencia.

#### 2015 - 2016
Shaw también ganó las competiciones del hombre más fuerte del mundo en 2015 y 2016 sobre Zydrunas Savickas y Hafþór Júlíus Björnsson respectivamente.

### Arnold Strongman Classic
Shaw es considerado uno de los mejores atletas que ha competido en el Arnold Strogman Classic. Ha ganado las ediciones de 2011, 2015 y 2017 y ha terminado en el podio en las ediciones de 2013, 2014, 2016 y 2018. En 2020 Shaw no comperirá en el Arnold Strongman Classic, esta es la primera edición sin Shaw desde 2009.

### World's Ultimate Strongman
En octubre de 2018, Shaw compitió en la competencia World's Ultimate Strongman en Dubái. Shaw tuvo problemas con algunos de los eventos, incluido el peso muerto donde había entrenado con una altura de barra diferente y la caminata con yugo donde el escenario se agrietó bajo el peso combinado de Shaw y el yugo, lo que provocó que Shaw soltara brevemente el yugo y aumentara su tiempo. Shaw aún se desempeñó bien, levantando todos los objetos en la mezcla aérea y se separó de Hafþór Júlíus Björnsson por 5.5 puntos antes del sexto y último evento. En el sexto y último evento, Atlas Stones, Shaw levantó las cinco piedras, pero esto no fue suficiente para superar a Bjornsson en la cuenta final de puntos, dejando a Shaw en segundo lugar.

### Shaw Classic
El 11 de diciembre de 2020, Shaw organizó la primera competencia de Shaw Classic. Shaw organizó y pagó el presupuesto y el premio de la competencia. Rogue proporcionó equipo para la competencia con Trifecta anunciado como patrocinador. Shaw invitó a un elenco All-Star de diez hombres fuertes a competir, incluido el actual hombre más fuerte del mundo, Oleksii Novikov (que terminó tercero). Shaw terminaría ganando la competencia y renunciando a su bolsa ganadora, dando la parte del ganador al resto de los atletas. Los diez competidores se fueron con una parte del grupo ganador que incluía el dinero que Shaw invirtió, las donaciones de GoFundMe y las ganancias de pago por evento.

## Logros
El hombre mas fuerte del mundo:
- 2009 - 3.º
- 2010 - 2.º
- 2011 - 1.º
- 2012 - 4.º
- 2013 - 1.º
- 2014 - 3.º
- 2015 - 1.º
- 2016 - 1.º
- 2017 - 3.º
- 2018 - 3.º
- 2019 - 6.º
- 2020 - 5.º
- 2021 - 2.º

Arnold Strongman Classic
- 2010 - 5.º
- 2011 - 1.º
- 2012 - 4.º
- 2013 - 2.º
- 2014 - 2.º
- 2015 - 1.º
- 2016 - 2.º
- 2017 - 1.º
- 2018 - 2.º
- 2019 - 8.º

Giants Live
- 2009 Mohegan Sun - 3.º
- 2010 Sudáfrica - 1.º
- 2010 Estambul - 2.º
- 2011 Londres - 1.º
- 2015 Suecia - 1.º

 Shaw Classic
- 2020 - 1.º
- 2021 - 3.º

## Récords personales
Records hechos en competición:
- Deadlift (con correas) – 1014 lbs (460 kg) (El hombre más fuerte del mundo 2017)
- Rogue Elephant Bar Deadlift (con correas) – 1021 lbs (463 kg) (Arnold Strongman Classic 2016 y 2019)
- Hummer Tire Strongman Deadlift (con correas) – 1140 lbs (520 kg)
- Levantamiento de tronco – 440 lbs (200 kg)
- Atlas Stone/Manhood Stone – 560 lbs (250 kg)
- Lanzamiento de barril (tiempo) – 8 barriles en 16.59 segundos (El hombre más fuerte del mundo 2014).
- Lanzamiento de barril (distancia) - 7.25m (El hombre más fuerte del mundo 2016)

| El hombre más fuerte del mundo   |                |                                 |
| Precedido por: Žydrūnas Savickas | Primero (2011) | Sucedido por: Žydrūnas Savickas |
| Precedido por: Žydrūnas Savickas | Segundo (2013) | Sucedido por: Žydrūnas Savickas |
| Precedido por: Žydrūnas Savickas | Tercero (2015) | Sucedido por: él                |
| Precedido por: él                | Cuarto (2016)  | Sucedido por: Eddie Hall        |